# Mikka Hansen
Mikka Hansen (* 11. November 1975) ist eine ehemalige dänische Fußballspielerin.

## Karriere

### Vereine
Hansen spielte im Seniorinnenbereich zunächst und bis Ende August 1999 für den Frederiksberg Boldklub in der Eliteserien, der unter diesem Namen seinerzeit höchsten Spielklasse im dänischen Frauenfußball. Nach der errungenen Meisterschaft erreichte sie mit ihrer Mannschaft das Finale um den nationalen Vereinspokal und war mit ihr dem Odense BK mit 1:2 unterlegen. Anschließend war sie ab der Spielzeit 1999 für den Ligakonkurrenten Fortuna Hjørring aktiv, für den sie am 15. August debütierte und in 16 Punktspielen zum Einsatz kam.

### Nationalmannschaft
Für die A-Nationalmannschaft bestritt sie alle zwölf Länderspiele im Spieljahr 1999. Ihr Debüt hatte sie am 14. März mit dem ersten Spiel der Gruppe A bei der Teilnahme ihrer Mannschaft am Turnier um den Algarve-Cup beim 1:1-Unentschieden gegen die Nationalmannschaft Australiens in Faro mit Einwechslung in der 67. Minute für Janne Rasmussen. In den beiden weiteren Gruppenspielen und im Spiel um Platz 3 (1:4 i. E. vs. Norwegen) wurde sie ebenfalls berücksichtigt. Sie bestritt ferner drei in Freundschaft ausgetragene (und verlorene) Länderspiele und – dem Kader angehörig – drei WM-Gruppenspiele sowie abschließend (die ersten) zwei Spiele der EM-Qualifikationsgruppe 4 jeweils in Odense – 2:4 vs. Russland am 29. September und 6:0 vs. BR Jugoslawien am 10. November; zugleich ihr letzter Einsatz als Nationalspielerin der DBU.  

## Erfolge
- Dänischer Meister 1999
- Dänischer Pokal-Finalist 1999